# Brushfield
Brushfield est une paroisse civile et un village du Derbyshire, en Angleterre.